# Relações entre Bangladesh e Paquistão
As relações entre Bangladesh e Paquistão são as relações diplomáticas estabelecidas entre a República Popular do Bangladesh e a República Islâmica do Paquistão.
Estas relações são influenciadas pelo fato de que Bangladesh foi parte do Paquistão de 1947 a 1971, quando alcançou a sua independência após a Guerra de Libertação de Bangladesh e a Guerra Indo-Paquistanesa de 1971. Como parte do Acordo de Shimla, a Índia buscou se certificar de que o Paquistão iria tomar providências para reconhecer Bangladesh. O Paquistão buscou o auxílio da China para bloquear a entrada de Bangladesh na Organização das Nações Unidas até 1974. Nos bastidores, a Índia deu respaldo a Bangladesh para ajudar a ganhar reconhecimento internacional. Até o final de março de 1973, cerca de 99 países haviam reconhecido Bangladesh. O Paquistão finalmente reconheceu Bangladesh em 1974.